# - kalder Katrine!
- kalder Katrine! er en børnefilm fra 1994 instrueret af Per Fly efter manuskript af Per Fly, Michael W. Horsten.

## Handling
Søren holder øje med Katrine. Gennem en kikkert. Hun er den nye nabopige. Meget sød. Hvordan får man kontakt, når man nu ikke rigtigt er stor nok til at kende spillereglerne? Jo, man tager en rød tøjelefant med en walkie-talkie i ryggen. Den placerer man, så Katrine finder den. Hun tror så henrykt, at hun har et talende tøjdyr. Men det er selvfølgelig Søren, der via sin nyttige tøjelefant snakker fra sin walkie-talkie på sikker afstand. De ufølsomme voksne afslører sagens rette sammenhæng, og magien er pist borte. Og dog. Sød walkie-talkie-musik opstår.